# Humanity
Humanity – drugi singel ATB z albumu Seven Years: 1998–2005. Został wydany 8 sierpnia 2005 roku i zawiera sześć utworów. Piosenkę zaśpiewała Tiff Lacey.

## Lista utworów
| Nr | Tytuł                        | Długość |
| -- | ---------------------------- | ------- |
| 1. | Humanity (Airplay Mix)       | 3:40    |
| 2. | Humanity (Energy Club Cut)   | 4:07    |
| 3. | Humanity (Original Club Mix) | 6:57    |
| 4. | Humanity (Rank 1 Remix)      | 7:12    |
| 5. | Humanity (Funaki Remix)      | 8:49    |
| 6. | Humanity (Alex Morph Remix)  | 8:49    |